# Achalinus jinggangensis
Achalinus jinggangensis е вид влечуго от семейство Xenodermatidae. Видът е критично застрашен от изчезване.

## Разпространение
Разпространен е в Китай (Дзянси).